# Bartolomeu Dias

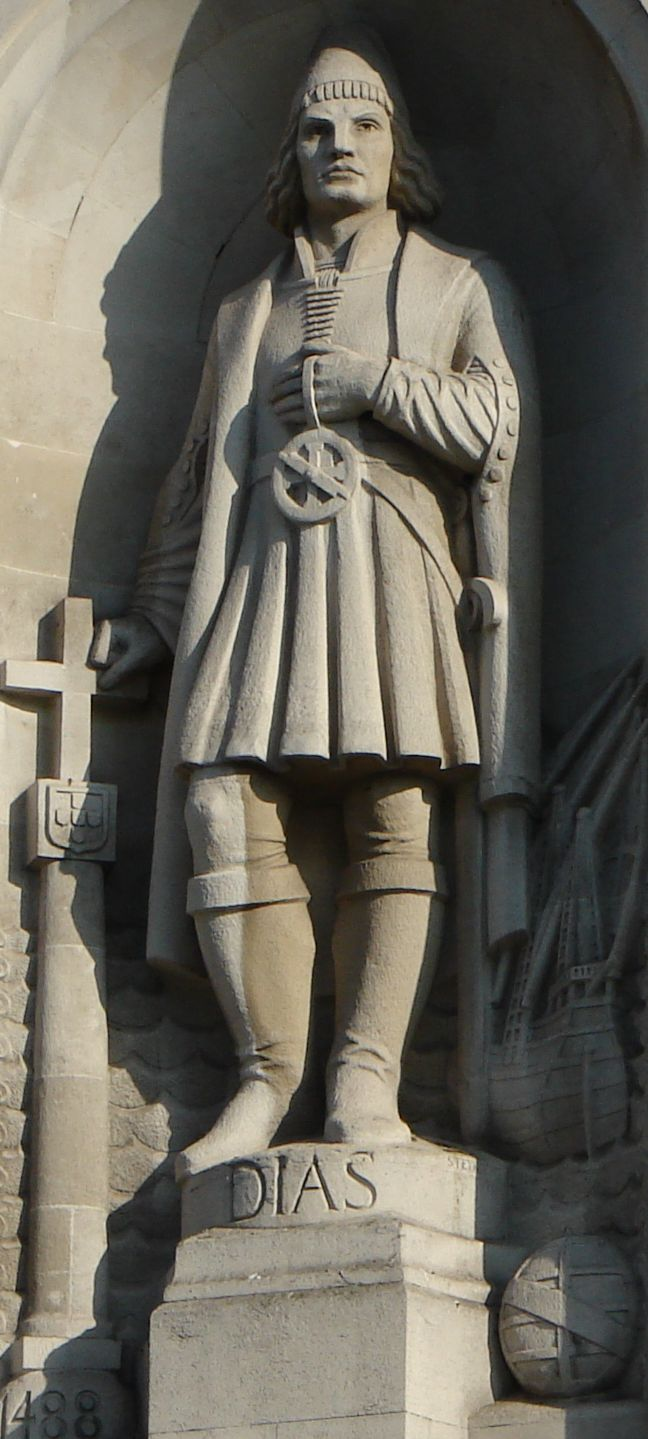
Statue von Bartolomeu Dias aus den 1930er Jahren am Gebäude der südafrikanischen Botschaft in London, Trafalgar Square

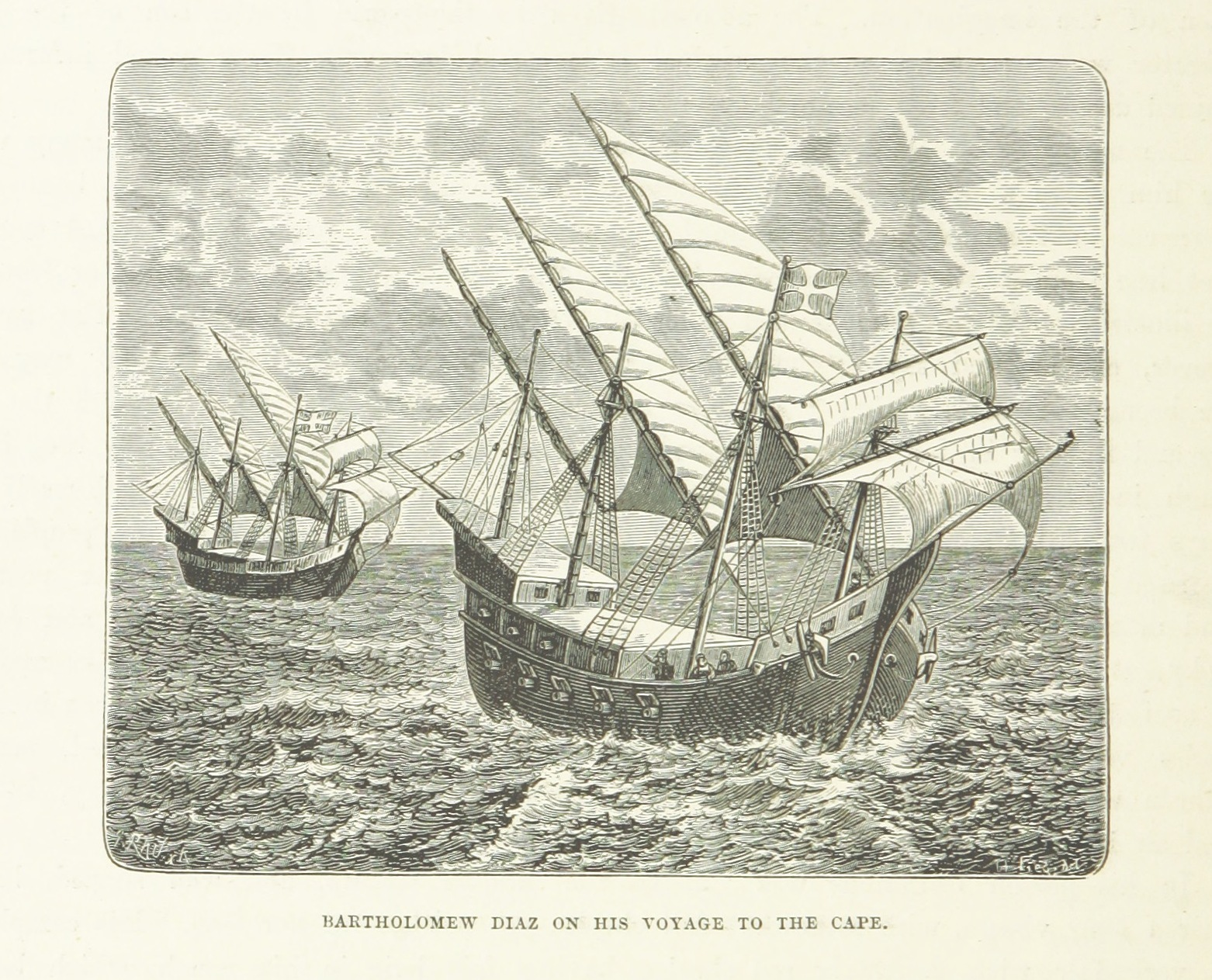
Bartolomeu Dias auf der São Cristóvão im Vordergrund, hinten die São Pantaleão (1887)

Bartolomeu Dias (auch Bartolomeu Dias de Novais; * um 1450/1451 in der Algarve; † 29. Mai 1500 am Kap der Guten Hoffnung) war ein portugiesischer Seefahrer und Entdecker. Dias ist einer der wichtigsten portugiesischen Entdecker.

## Person
Über das Leben von Dias vor seinen Entdeckungsreisen ist wenig bekannt. Er war möglicherweise ein Nachfahre von João Dias, der 1434 gemeinsam mit Gil Eanes das Kap Bojador umsegelte, oder des Kaufmanns und Entdeckers Dinis Dias, der 1444 im Auftrag Heinrichs des Seefahrers als erster Europäer zum westlichsten Punkt Kontinentalafrikas vorstieß, dem im heutigen Senegal gelegenen Cabo Verde und die Terra dos Guineus entdeckte.
Bartolomeu Dias hatte drei Brüder, Péro, Alvaro und Diogo. Péro begleitete Bartolomeu auf seiner ersten Reise, Diogo fungierte als Kapitän der Flotte von Pedro Álvares Cabral. Diogo nahm später auf der São Gabriel als Schreiber an der Entdeckungsreise von Vasco da Gama teil.
Bartolomeu Dias war verheiratet und hatte zwei Söhne, Simão Dias de Novais und António Dias de Novais. Sein Enkel Paulo Dias de Novais fungierte zwischen 1575 und 1589 als Gouverneur von Angola.

## Entdeckungsreisen
Bartolomeu Dias unternahm vier Entdeckungsreisen. Auf der Suche nach dem Seeweg von Europa nach Asien hatten portugiesische Expeditionen seit der Zeit Heinrichs des Seefahrers Anfang des 15. Jahrhunderts die Westküste Afrikas erkundet.

### Erste Entdeckungsreise
12. Dezember 1481 (Lissabon) – Mai/Juni 1486 (Lissabon): Diogo de Azambuja als Kapitän der „Castello de Vide“ erhielt von Johann II. den Auftrag, eine Festung (portugiesisch fortaleza) an der Goldküste als Handelsposten anzulegen. Die Flotte bestand aus zehn Karavellen und zwei Transportschiffen (portugiesisch urcas), die Baumaterial transportierten; die Besatzung zählte 500 Seeleute und 100 Handwerker. Mit an Bord befand sich als Navigator Bartolomeu Dias, ebenfalls dessen erste Reise. Die Armada erreichte Elmina am 19. Januar 1482. Am 20. Januar 1482 traf sich die Schiffscrew mit dem örtlichen Caramansa, Kwamin Ansah, der ihm die Baugenehmigung für das Fort erteilte. Nach Fertigstellung des 40 km von Shama gelegenen Forts „São Jorge da Mina“ (Elmina) an der Goldküste blieben 60 Männer und drei Frauen zurück, während der Rest die Heimreise antrat. Die Rückreise begann am 15. März 1486, im Mai oder Juni 1486 erreichten sie wieder Lissabon.

### Zweite Entdeckungsreise

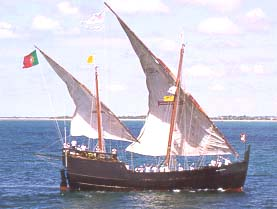
Nachbau von Dias´ Schiff Boa Esperança

August 1487 (Lissabon) – Ende Dezember 1488 (Lissabon): Am 10. Oktober 1486 ernannte Johann II. Dias zum Generalkapitän einer streng geheim gehaltenen Reise, an die Ergebnisse von Diogo Cão anzuknüpfen, die Südspitze des Kontinents zu finden, sie zu umsegeln und wenn möglich bis Indien vorzustoßen. Diese Indienreise bedurfte beinahe ein Jahr der Vorbereitung. Zwei Karavellen und ein Transportschiff segelten Richtung Afrika, Dias Karavelle war die São Cristóvão (Pilot Pero de Alenquer). Bruder Diogo Dias war Kapitän des Transportschiffes (Steuermann João de Santiago), João Infante befehligte die andere Karavelle São Pantaleão (Steuermann Leitão Alvaro Martins). Am 4. Dezember 1487 segelte die Flotte durch einen schweren Sturm vorbei am Kreuzkap, am 8. Dezember 1487 passierte sie die Walfischbucht, wo sein Bruder Diogo Dias aus Sicherheitsgründen mit seinem Schiff zurückblieb. Um dem anhaltenden Sturm auszuweichen, segelte die verbliebene Flotte in südlicher Richtung in den Indischen Ozean. Am 23. Dezember 1487 kam die Hottentot Bay (Neglectus Islet; 26° 21′ 21″ S, 14° 57′ 31″ O) in Sicht, am 26. Dezember 1487 die Elisabethbucht. Danach musste die Armada 13 Tage lang Halbmast segeln und geriet auf hohe See. Erst am 3. Februar 1488 kam wieder Land in Sicht in Höhe der Mossel Bay: die Flotte war am Kap der guten Hoffnung vorbeigesegelt. Weitester Punkt der Reise war der im März 1488 erreichte Große Fischfluss oder Keiskamma River (portugiesisch Rio do Infante, benannt nach dem zweiten Kapitän).
Dias entschied sich angesichts aufgebrauchter Vorräte und einer erschöpften Besatzung zur Rückreise. Am 12. März 1488 setzten sie in der Algoa Bay ein Padrão, erreichten westlich am 16. Mai 1488 die False Bay und am 24. Juli 1488 Angra das Voltas Schließlich kam am 6. Juni 1488 das Kap der guten Hoffnung in Sicht, wo ein weiteres Padrão gesetzt wurde. Dias taufte das Kap „stürmisches Kap“ (portugiesisch cabo tormentoso), Johann II. benannte es euphemistisch „Kap der guten Hoffnung“ (portugiesisch cabo de boa esperança). Dias wurde bewusst, dass er den seit 70 Jahren gesuchten Weg um Afrika herum gefunden hatte und der Weg nach Indien nun frei war. Seine an Skorbut erkrankte Mannschaft zwang ihn zur Umkehr. Am 25. Juli 1488 wurde in der Lüderitzbucht (portugiesisch Angra Pequena) ein weiteres Padrão aufgestellt. In der südlichen Walfischbucht traf Bartolomeu Dias sein Versorgungsschiff wieder, auf dem nur noch vier Mann lebten. Nach kurzen Aufenthalten an der angolanischen Küste und der Insel Príncipe im Golf von Guinea zur Frischwasserübernahme lief er, nach mehr als 16 Monaten, Ende Dezember 1488 wieder in Lissabon ein.

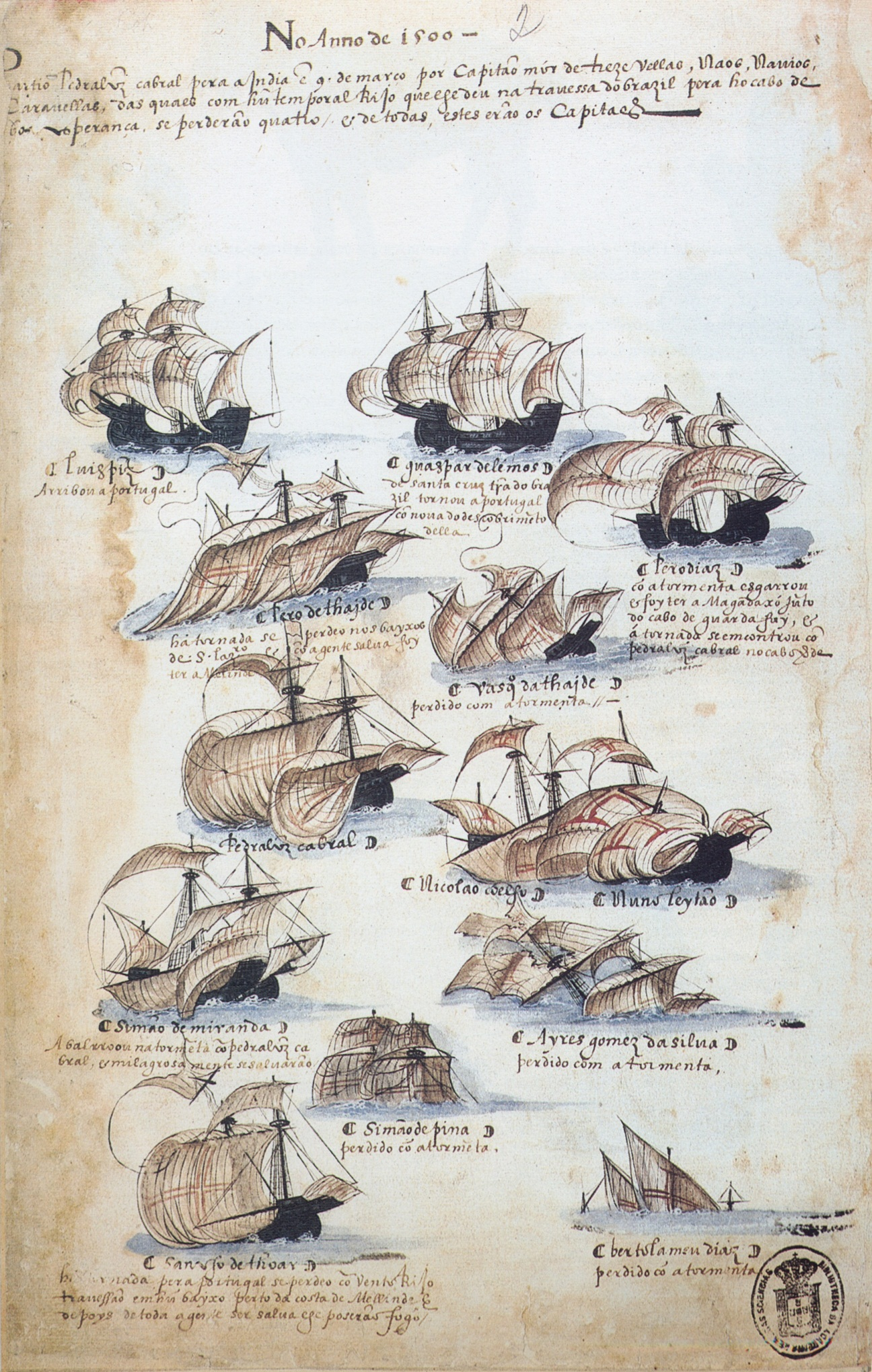
Flotte des Pedro Álvarez Cabral, unten rechts wird das Schiff von Bartolomeu Dias als untergegangen symbolisiert (ca. 1568)

### Dritte Entdeckungsreise
8. Juli 1497 (Tejo-Mündung) – 9. September 1499 (Lissabon): Bartolomeu Dias beriet Generalkapitän Vasco da Gama bei der Vorbereitung dieser Indienreise und überwachte den Schiffbau. Vier Karavellen, das Flaggschiff São Gabriel (Vasco da Gama), São Raphael (Paulo da Gama), Berrio (Nicolao Coelho) und das Proviantschiff (Gonçalo Nuñez) mit insgesamt 148 Mann Besatzung passierten am 15. Juli 1497 die Kanarischen Inseln und am 3. August 1497 die Kapverdischen Inseln. Hier trennte sich Dias von der Armada und segelte nach Elmina. Am 4. November 1497 gelangte die gesamte Flotte einschließlich Dias an die Küste der St. Helena-Bucht, am 22. November ankerte sie in Mossel Bay. Am Weihnachtstag erreichte sie Natal (portugiesisch natal, „Weihnachten“). Am 24. Januar 1498 folgte Quelimane, am 2. März 1498 die Mosambik-Insel. In Mombasa landeten sie am 7. April 1498, in Malindi am 13. April 1498. Am 24. April 1498 überquerte die Armada den Indischen Ozean, am 20. Mai 1498 erreichte da Gamas Flotte Calicut. Die Rückreise gestaltete sich wegen der unbekannten Passatwinde chaotisch. Erst im September 1499 kehrte die dezimierte Flotte nach Lissabon zurück.

### Vierte Entdeckungsreise
9. März 1500 (Lissabon) – 23. Juni/21. Juli 1501 (Lissabon): Der neue König Manuel I. beauftragte Pedro Álvares Cabral am 15. Februar 1500 mit der Errichtung eines Forts und Handelspostens im mosambikanischen Sofala auf dem Weg nach Indien. Cabrals Flotte bestand aus 13 Karavellen mit über 1000 Mann Besatzung, worunter Bartolomeu Dias und sein Bruder Diogo jeweils eine befehligten. Sie passierten die Kanarischen Inseln am 14. März 1500, die Kapverdischen Inseln am 22. März 1500. Durch Stürme westwärts getrieben, entdeckte die Armada zufällig am 22. April 1500 Brasilien. Am 2. Mai 1500 machte sich ein Teil der Flotte mit elf Schiffen, darunter auch Bartolomeu Dias mit seiner Karavelle, auf den Weg nach Calicut. Während eines Sturms vor dem Kap der guten Hoffnung sanken am 29. Mai 1500 vier Schiffe, darunter auch das von Bartolomeu Dias. Die dezimierte Flotte landete am 13. September 1500 in Calicut.
Die restliche Flotte trat unter Führung von Cabral am 31. Januar 1501 von Cannanore aus die Rückreise nach Portugal an, die ebenfalls nicht ohne Schwierigkeiten verlief. Cabrals Stellvertreter Sancho de Tovar erlitt vor Melinde auf einer Sandbank am 12. Februar 1501 Schiffbruch, ohne dass weitere Leben zu beklagen waren. Am 21. Mai 1501 umrundeten sie das wieder stürmische Kap der guten Hoffnung, wobei die Flotte auseinandergetrieben wurde. Nicolao Coelho fuhr voraus und kam am 23. Juni 1501 in Lissabon an, Cabral landete am 21. Juli 1501, Sancho de Tovar, Péro Ataide und Diogo Dias trafen wenige Tage später ein. Insgesamt gab es 500 Überlebende in sieben Schiffen.

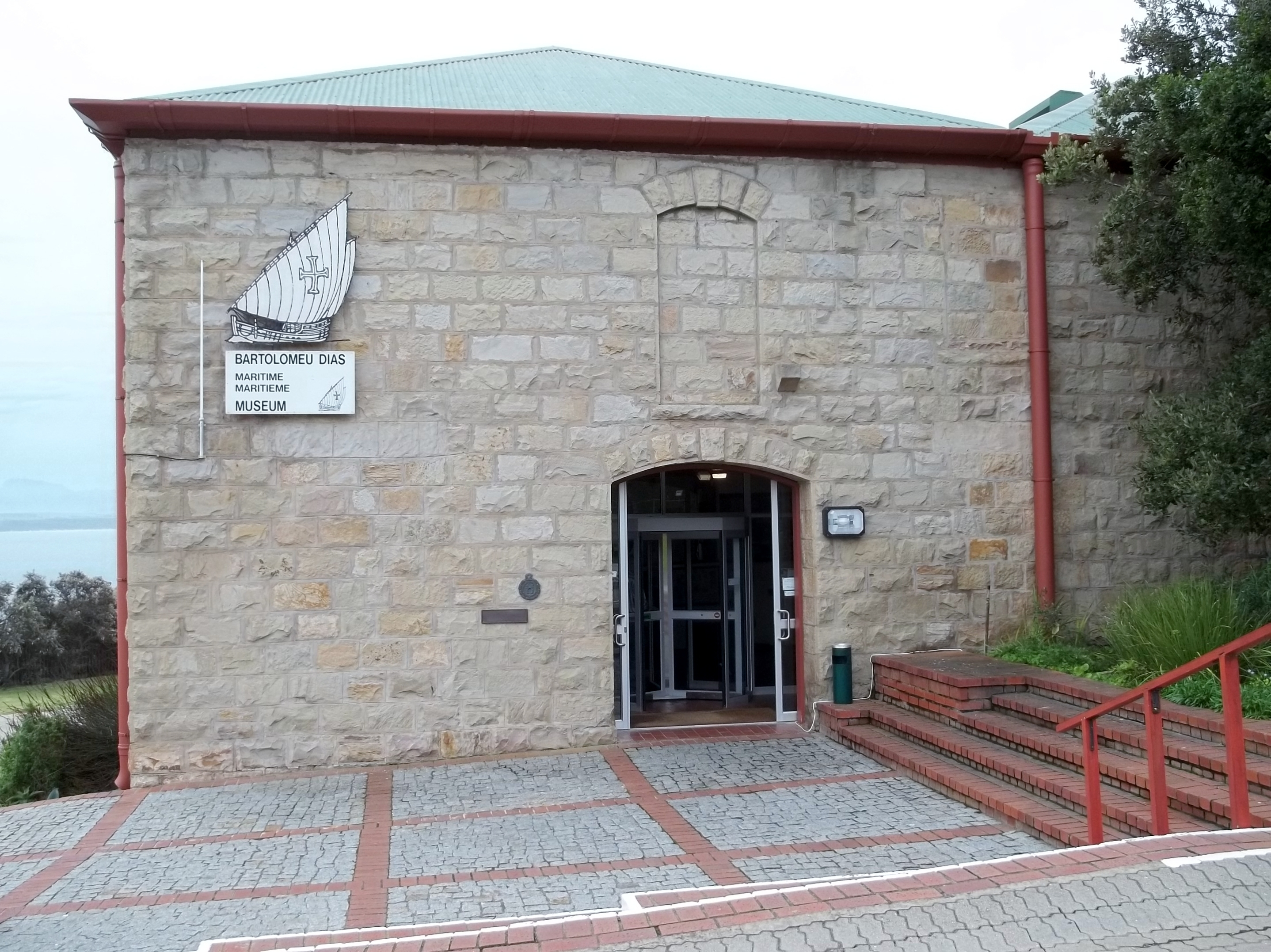
Maritimes Museum Bartolomeu Dias, Mossel Bay, Südafrika (2012)

## Bedeutung
Da wegen der verordneten Geheimhaltung keine schriftlichen Aufzeichnungen über die zweite Reise vorliegen, sind viele Details nicht eindeutig belegbar. So ist nicht eindeutig geklärt, ob Dias das Südkap bzw. Kap Agulhas (Nadelkap) mit dem Astrolabium vermaß. Offen bleibt auch, ob er auf der Rückfahrt in Elmina Station machte und die Überlebenden einer Expedition unter Duarte Pacheco Pereira mit nach Lissabon zurückbrachte. Bartolomeu Dias ebnete mit seiner zweiten Entdeckungsreise den Weg zur Entdeckung von portugiesisch-Indien. Er umsegelte 1487 als erster Europäer die Südspitze Afrikas. Nach seiner erfolgreichen Heimkehr ernannte ihn König Johann II. zum obersten Verwalter (portugiesisch capitão-mor) der Casa de Guiné e Mina, der königlichen Handels- und Steuerbehörde, über die sämtlicher Handel mit den neu entdeckten Gebieten abgewickelt wurde. Mit weiteren hohen Ehrungen bedacht, wurde er bei der nächsten größeren Expedition Vasco da Gama untergeordnet. Warum Johanns II. Nachfolger, König Manuel I. im Jahr 1497 nicht Dias, sondern Vasco da Gama mit der alles entscheidenden Mission betraute, ist nie geklärt worden. Dias war es nicht vergönnt, seine vierte Reise zu vollenden; sein Flaggschiff versank am Kap der guten Hoffnung.
Ihm zu Ehren wurde in Mossel Bay das Maritime Museum benannt, in dem unter anderem ein funktionsfähiger Nachbau der Karavelle gezeigt wird, mit der Bartolomeu Dias seine Reisen unternommen hat.